# 라이온 킹 (뮤지컬)
뮤지컬 《라이온 킹》(영어: The Lion King)은 1994년 디즈니 애니메이션 《라이온 킹》을 바탕으로 만들어진 뮤지컬이다. 1997년 7월 8일 미국 미네소타주 미니애폴리스의 오르페움 극장에서 초연되었으며, 1997년 10월 15일 브로드웨이 극장인 뉴암스테르담 극장에서 프리미어 공연이 열렸으며, 11월 13일 정식 공개되었다. 한국에서는 2006년 극단 시키 프로덕션으로 샤롯데 씨어터에서 장기공연된 적이 있다. 브로드웨이 오리지널팀이 내한하여 2018년 11월 대구계명아트센터 공연을 시작으로, 2019년 1월 예술의전당 오페라극장, 4월 부산 드림씨어터에서  인터내셔널 투어를 이어간다.

## 한국 공연
라이온 킹 인터내셔널 투어의 일환으로 2018년 11월 7일부터 12월 25일까지 대구 계명아트센터에서 첫 내한 공연이 이뤄졌다. 이어 2019년 1월 9일부터 3월 28일까지 예술의전당 오페라하우스에서 공연되었다. 서울공연에 이어 4월 11일부터 5월 19일까지는 부산 드림씨어터 개관기념작품으로 공연된다.
‘라이온 킹’ 프로덕션은 공연에 앞서 공연이 이뤄지는 도시의 대표 명소나 상징적인 랜드마크에서 라피키 퍼포먼스를 진행해 왔다. 서울 공연에서는 라피키 역의 느세파 핏젱 배우가 서울의 랜드마크인 롯데월드타워 꼭대기에서 라피키 ‘Circle of Life’ 퍼포먼스를 펼치며 뮤지컬 알리기에 나섰다.

## 캐릭터
- 심바
- 무파사
- 날라
- 자쥬
- 품바
- 티몬

## 크리에이티브
- 작곡: 엘튼 존
- 작사: 팀 라이스
- 극본: 로저 앨러스, 아이린 매치
- 연출/의상디자인/마스크/퍼펫공동디자인/추가가사: 줄리 테이머
- 안무: 가스 훼이건
- 추가음악/가사,보컬스코어,합창디렉터: 레보 엠
- 추가음악/가사: 한스 짐머